# SA Tennis Open
SA Tennis Open var en tennisturnering som spelades i Johannesburg, Sydafrika. Turneringen var en del av kategorin 250 Series på ATP-touren och spelades inomhus på hardcourt. Den startades 1976 under namnet South African Open och spelades årligen (förutom tre år då den ställdes in) fram till 1995. Den omstartade under namnet SA Tennis Open och spelades då mellan 2009 och 2011. 

## Resultat

### Singel
| År          | Mästare              | Finalist             | Resultat                |
| ----------- | -------------------- | -------------------- | ----------------------- |
| 2011        | Kevin Anderson       | Somdev Devvarman     | 4–6, 6–3, 6–2           |
| 2010        | Feliciano López      | Stéphane Robert      | 7–5, 6–1                |
| 2009        | Jo-Wilfried Tsonga   | Jérémy Chardy        | 6–4, 7–6(7–5)           |
| 2008 - 1996 | Spelades inte        | Spelades inte        | Spelades inte           |
| 1995        | Martin Sinner        | Guillaume Raoux      | 6–1, 6–4                |
| 1994        | Markus Zoecke        | Hendrik Dreekmann    | 6–4, 6–1                |
| 1993        | Aaron Krickstein     | Grant Stafford       | 6–3, 7–6                |
| 1992        | Aaron Krickstein     | Alexander Volkov     | 6–4, 6–4                |
| 1991        | Spelades inte        | Spelades inte        | Spelades inte           |
| 1990        | Spelades inte        | Spelades inte        | Spelades inte           |
| 1989        | Christo van Rensburg | Paul Chamberlin      | 6–4, 7–6, 6–3           |
| 1988        | Jakob Hlasek         | Christo van Rensburg | 6–7, 6–4, 6–1, 7–6      |
| 1987        | Pat Cash             | Brad Gilbert         | 7–6, 4–6, 2–6, 6–0, 6–1 |
| 1986        | Amos Mansdorf        | Matt Anger           | 6–3, 3–6, 6–2, 7–5      |
| 1985        | Matt Anger           | Brad Gilbert         | 6–4, 3–6, 6–3, 6–2      |
| 1984        | Eliot Teltscher      | Vitas Gerulaitis     | 6–3, 6–1, 7–6           |
| 1983        | Johan Kriek          | Colin Dowdeswell     | 6–4, 4–6, 1–6, 7–5, 6–3 |
| 1982        | Vitas Gerulaitis     | Guillermo Vilas      | 7–6, 6–2, 4–6, 7–6      |
| 1981        | Vitas Gerulaitis     | Jeff Borowiak        | 6–4, 7–6, 6–1           |
| 1980        | Kim Warwick          | Fritz Buehning       | 6–2, 6–1, 6–2           |
| 1979        | Jose Luis Clerc      | Deon Joubert         | 6–2, 6–1                |
| 1978        | Tim Gullikson        | Harold Solomon       | 2–6, 7–6, 7–6, 6–7, 6–4 |
| 1977        | Spelades inte        | Spelades inte        | Spelades inte           |
| 1976        | Onny Parun           | Cliff Drysdale       | 7–6, 6–3                |

### Dubbel
| År   | Mästare                            | Finalister                 | Resultat               |
| ---- | ---------------------------------- | -------------------------- | ---------------------- |
| 2011 | James Cerretani Adil Shamasdin     | Scott Lipsky Rajeev Ram    | 6–3, 3–6, [10–7]       |
| 2010 | Rohan Bopanna Aisam-ul-Haq Qureshi | Karol Beck Harel Levy      | 6–2, 3–6, [10–5]       |
| 2009 | James Cerretani Dick Norman        | Rik de Voest Ashley Fisher | 6–7(7–9), 6–2, [14–12] |